# Orikhiv
Orikhiv (em ucraniano:  Оріхів; em russo:  Орехов) é uma cidade da Ucrânia, situada no Oblast de Zaporíjia. Tem 10 km² de área e sua população em 2020 foi estimada em 14.278 habitantes.